# Vertrouwen (schip, 1900)
De VERTROUWEN is een varend monument, dat als zeilschip werd gebouwd op de werf van Van Limborgh in Lekkerkerk voor de heer Huibert Moret. Volgens de eigenaar is het een IJsselaak, de Scheepsmetingsdienst noemde het een boeieraak. De breedte inclusief de zwaarden maakte het geschikt om de Wagenbrug in Den Haag te passeren.
Het vaargebied was van oudsher de benedenrivieren, Rotterdam, Den Haag vanaf 1933 t/m 1981 Maas, Waal en IJssel alsmede Drenthe en het Groninger Hogeland. Het voer zand en grint, koolas en het sleepte en loste andere schepen (overslag).  	
Het schip heeft meer dan 5000 reizen gemaakt en honderden andere schepen gelost. Het is sinds 1900 in dezelfde familie van vader op zoon in eigendom overgegaan. Het scheepsruim is niet betimmerd en het schip wordt tegenwoordig gebruikt voor het vieren van vakanties.

## Geschiedenis

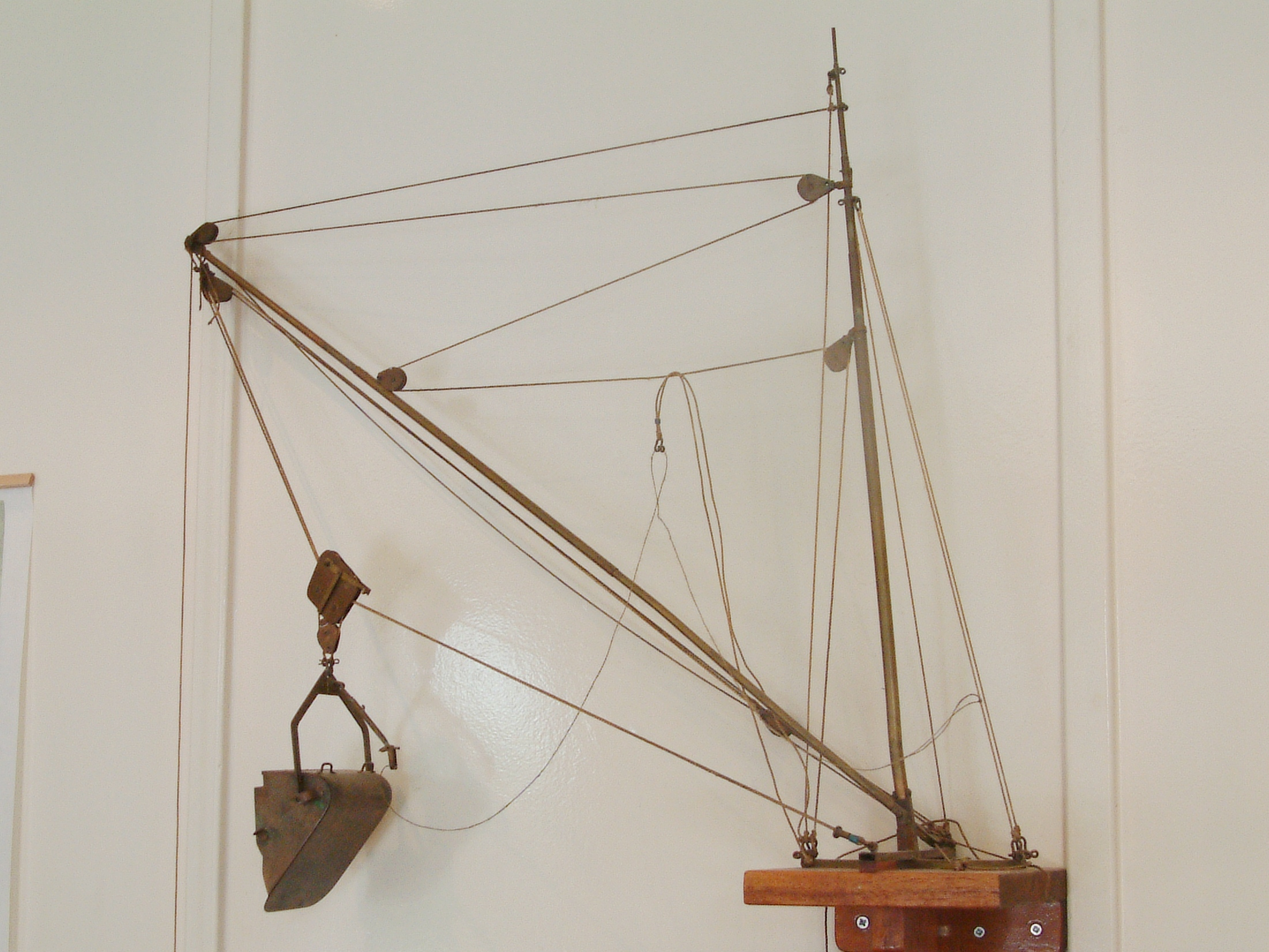
Model van de zelflosinstallatie

In 1918 werd het braadspil vervangen door een deelbare ankerstrijklier. In 1921 werd het schip verlengd bij scheepswerf De Graaf in Waspik. Hij was goedkoper dan de bouwer van het schip. Maar die mocht 1928/1929 wel weer een machinekamer en een tweecilinder Hollandia gloeikopmotor inbouwen en het schip nog een keer verlengen. Ook werd er een houten stuurhut geplaatst, met daarvoor een roef, de buikdenning en de luikenkap werden vernieuwd. Kort daarna werd het schip afgetuigd, de motor bleek voldoende betrouwbaar. Het houten roer en helmhout werden in 1930 vervangen door een kettingstuurwerk. In 1933 werd in plaats van de houten mast en giek een stalen hijstuig, een zelflosinstallatie, geplaatst. De betimmering in de roef stamt uit 1950 en bestaat uit teak- en eikenhout. Rond 1953 is de dennenboom verhoogd en wat later zijn de houten zwaarden aangepast door het hout in het oorspronkelijke frame te vervangen door staal. Dat stuurwerk werd rond 1963 aangepast, door in plaats van een kettingaandrijving een cardan van een Canadese Ford 4x4 legertruck van de sloop voor te gebruiken. Met kruiskoppelingen naar de stuurlier.

## Liggers Scheepmetingsdienst[2]
| Meetnummer | District en volgnr. | Meetdatum   | Meetplaats | Lengte (m) | Breedte (m) | Inzinking (m) | Waterverplaatsing (ton) | Naam       | Eigenaar | Domicilie |
| ---------- | ------------------- | ----------- | ---------- | ---------- | ----------- | ------------- | ----------------------- | ---------- | -------- | --------- |
| D4190N     | Dordrecht 4190      | 18 mei 1929 | Dordrecht  | 23 m 66 cm | 4 m 01 cm   | –             | 83,064 ton              | VERTROUWEN | H. Moret | Rotterdam |